# Pantheinae
Pantheinae es una pequeña subfamilia de polillas perteneciente a la familia Noctuidae.

## Géneros
| - Anacronicta - Anepholcia - Bathyra - Brandtina - Charadra - Colocasia - Disepholcia - Elydnodes - Gaujonia - Lichnoptera - Meleneta | - Moma - Panthauma - Panthea - Pseudopanthea - Smilepholcia - Tambana - Trichosea - Trisulipsa - Trisuloides - Xanthomantis |